# Municipio de San Pedro Ixtlahuaca
El municipio de San Pedro Ixtlahuaca es uno de los 570 municipios del estado mexicano de Oaxaca. Su cabecera es la localidad de San Pedro Ixtlahuaca.

## Geografía
El municipio de San Pedro Ixtlahuaca colinda al norte y al oeste con el municipio de San Andrés Ixtlahuaca; al sur con los municipios de San Pablo Cuatro Venados, Cuilápam de Guerrero y Santa Cruz Xoxocotlán; y al este con el municipio de Santa María Atzompa.

## Localidades
El municipio de San Pedro Ixtlahuaca cuenta con 50 localidades.
| Localidad           | Población (2020) |
| ------------------- | ---------------- |
| San Pedro Ixtlahuac | 3888             |
| Loma Bonita         | 1030             |
| Buena Vista         | 774              |

## Gobierno
El municipio de San Pedro Ixtlahuaca se rige mediante el sistema de usos y costumbres.
| Presidente municipal           | Periodo   |
| ------------------------------ | --------- |
| Mario Raúl Reyes Delgado       | 1999-2001 |
| Avaristo Eloy Bernal López     | 2005-2007 |
| Pedro Manuel Duarte Medina     | 2008-2010 |
| Alejandro Ericel López Joran   | 2011-2013 |
| Ernesto Graviel García Ramos   | 2014-2016 |
| Jorge Duarte Escobar           | 2017-2019 |
| Manuel Evodio Duarte Pérez     | 2020-2022 |
| Roberto Camerino Pérez Delgado | 2023-2025 |